# Propagacja drożdży
Propagacja drożdży – proces rozmnażania drożdży piwowarskich czystej kultury, otrzymanej w sposób sterylny z jednej komórki określonego szczepu drożdży charakteryzującego się pożądanymi cechami technologicznymi. Propagacja ma na celu uzyskanie odpowiedniej populacji żywych drożdży zdolnych do przeprowadzenia fermentacji nastawu (chmielonej brzeczki) w założonym czasie.
Proces propagacji polega na doprowadzeniu niewielkiej ilości – około 50 cm³ – sterylizowanego moszczu zaszczepionego czystą kulturą drożdży. Propagacja zachodzi w urządzeniach do rozmnażania drożdży, zwanych propagatorami. Otrzymanym starterem (gęstwą drożdżową) zadaje się w przepływie świeżo warzoną, ostudzoną do około 30 °C i napowietrzoną brzeczkę nastawną w ilości 10–20 mln komórek/ml, przekazywaną do wolno stojących tankofermentorów.
Dla zachowania standardu jakości piwa (cech powtarzalnych) należy stosować zawsze ten sam wybrany szczep czystej kultury drożdży, który zaadaptował się w istniejących warunkach browaru. Zakupu czystej kultury drożdży określonego szczepu dokonuje się przeważnie w postaci skosu agarowego w Kolekcji Czystych Kultur Drobnoustrojów, podając nazwę i numer szczepu. Kolekcja ta znajduje się m.in. w Zakładzie Mikrobiologii Technicznej Instytutu Biotechnologii Przemysłu Rolno-Spożywczego w Warszawie, gdzie znajduje się kilkadziesiąt różnych szczepów drożdży piwowarskich. Kolekcja ta jest członkiem światowej federacji Kolekcji Kultur Drobnoustrojów.